# 雷根氏無線鰨
雷根氏無線鰨為輻鰭魚綱鰈形目鰨亞目舌鰨科的其中一種，為深海魚類，分布於中西太平洋印尼弗洛勒斯海海域，棲息深度694-1473公尺，體長可達12公分，棲息在底層水域，生活習性不明。

## 扩展阅读
維基物種上的相關：雷根氏無線鰨